# Rachel Arnold
Rachel Arnold (* 16. April 1996 in Kuala Lumpur) ist eine malaysische Squashspielerin.

## Karriere
Rachel Arnold begann ihre professionelle Karriere im Jahr 2013 und gewann bislang sechs Titel auf der PSA World Tour. Ihre höchste Platzierung in der Weltrangliste erreichte sie mit Rang 17 am 9. Dezember 2024. Mit der malaysischen Nationalmannschaft nahm sie 2016, 2022 und 2024 an der Weltmeisterschaft teil. Als Kaderspielerin wurde sie 2016 und 2017 für die Weltmeisterschaften im Doppel und Mixed nominiert. Ihr bestes Abschneiden war der dritte Platz im Doppel 2016 an der Seite ihrer Schwester Delia Arnold, im Jahr darauf erreichte sie mit Nicol David das Viertelfinale. Im Mixed schied sie beide Male in der Gruppenphase aus. Bei Asienmeisterschaften gehörte sie 2016 erstmals zum malayischen Aufgebot und wurde sogleich Asienmeisterin. Diesen Erfolg wiederholte sie 2021 und belegte außerdem im Einzel den zweiten Platz. Bereits 2014 hatte sie Malaysia bei den Commonwealth Games vertreten und im Mixed mit Valentino Bong das Achtelfinale erreicht. Bei den Südostasienspielen gewann sie 2015 Gold im Einzel und mit der Mannschaft, 2017 die Silbermedaille im Einzel und Gold im Doppel. Im August 2022 sicherte sich Arnold bei den Commonwealth Games in Birmingham im Doppel mit Aifa Azman die Bronzemedaille. Bei den 2023 ausgetragenen Asienspielen 2022 in Hangzhou gewann sie mit der Mannschaft die Goldmedaille. Im Mixed schied sie mit Ivan Yuen in der Gruppenphase aus. 2024 gewann Arnold zum dritten Mal mit der Mannschaft die Asienmeisterschaften. Ein Jahr darauf wurde sie ein zweites Mal Vizeasienmeisterin.

## Erfolge
- Vizeasienmeisterin: 2021, 2025
- Asienmeisterin mit der Mannschaft: 3 Titel (2016, 2021, 2024)
- Vizeasienmeisterin im Mixed: 2025
- Gewonnene PSA-Titel: 6
- Asienspiele: 1 × Gold (Mannschaft 2022)
- Commonwealth Games: 1 × Bronze (Doppel 2022)